# Le Monastère

Le Monastère este o comună în departamentul Aveyron din sudul Franței. În 1 ianuarie 2022 avea o populație de 2.301 de locuitori.